# .bh

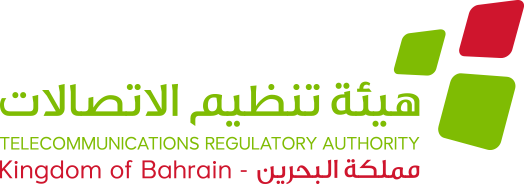
Logo Telecommunications Regulatory Authority of Bahrain

.bh – domena internetowa przypisana dla stron internetowych z Bahrajnu. Została utworzona 1 lutego 1994. Zarządza nią Telecommunications Regulatory Authority.